# Mahonia aquifolium
Mahonia aquifolium (en anglès Oregon grape) és un arbust de la família Berberidaceae originari de Nord-amèrica.

## Descripció
Mahonia aquifolium fa d'1 a 5 m d'alt. Les seves fulles són compostes i els foliols coriacis s'assemblen a les fulles del grèvol. Les tiges tenen aspecte de suro. Les flors són vistoses i grogues, i apareixen al final de la primavera.
Els fruits són comestibles i es consumien tradicionalment pels indígenes nord-americans del Pacífic. Actualment se'n fan melmelades o se'n fa una mena de vi però afegint molt de sucre. També és planta ornamental i medicinal.

## Galeria

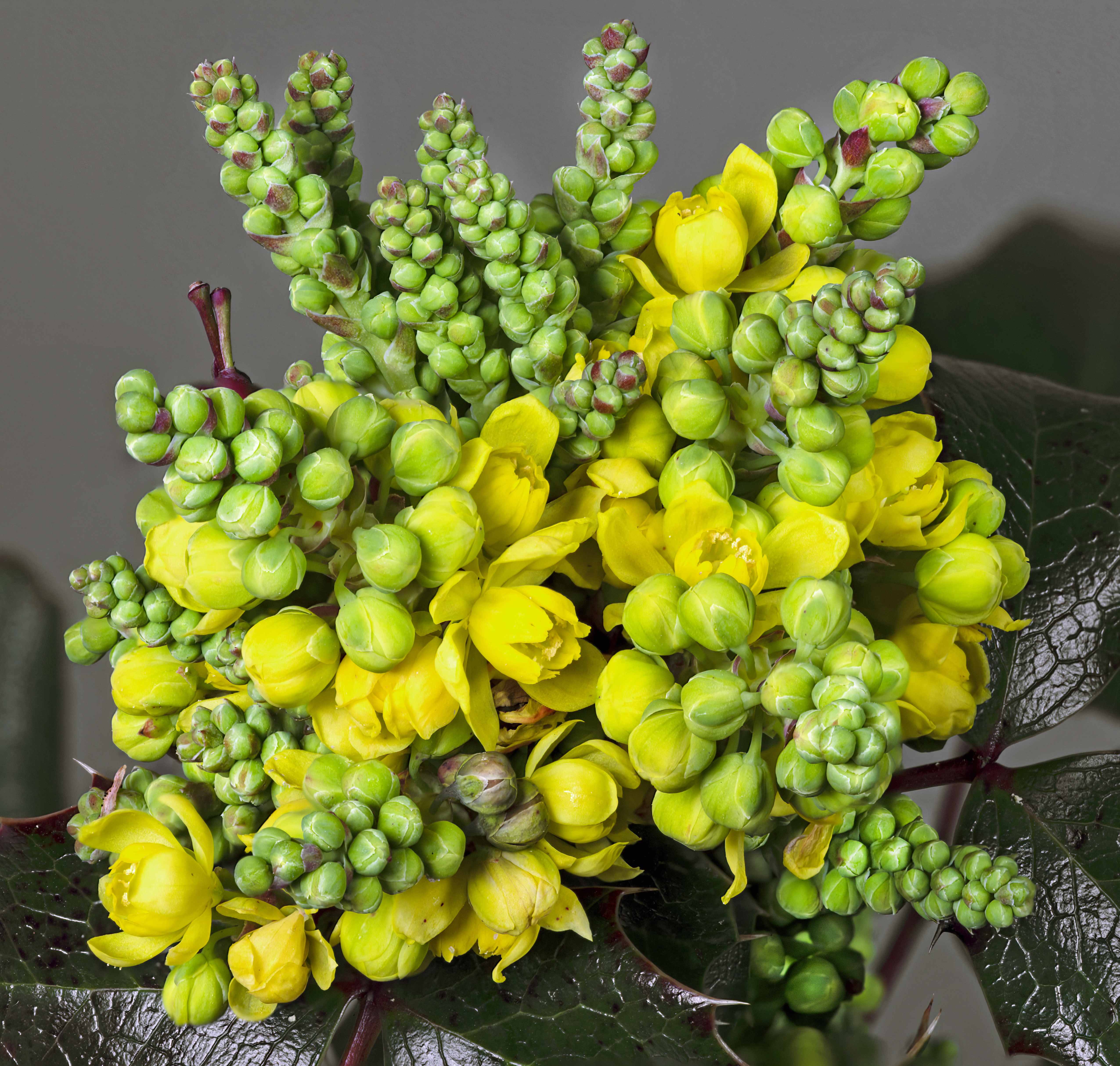
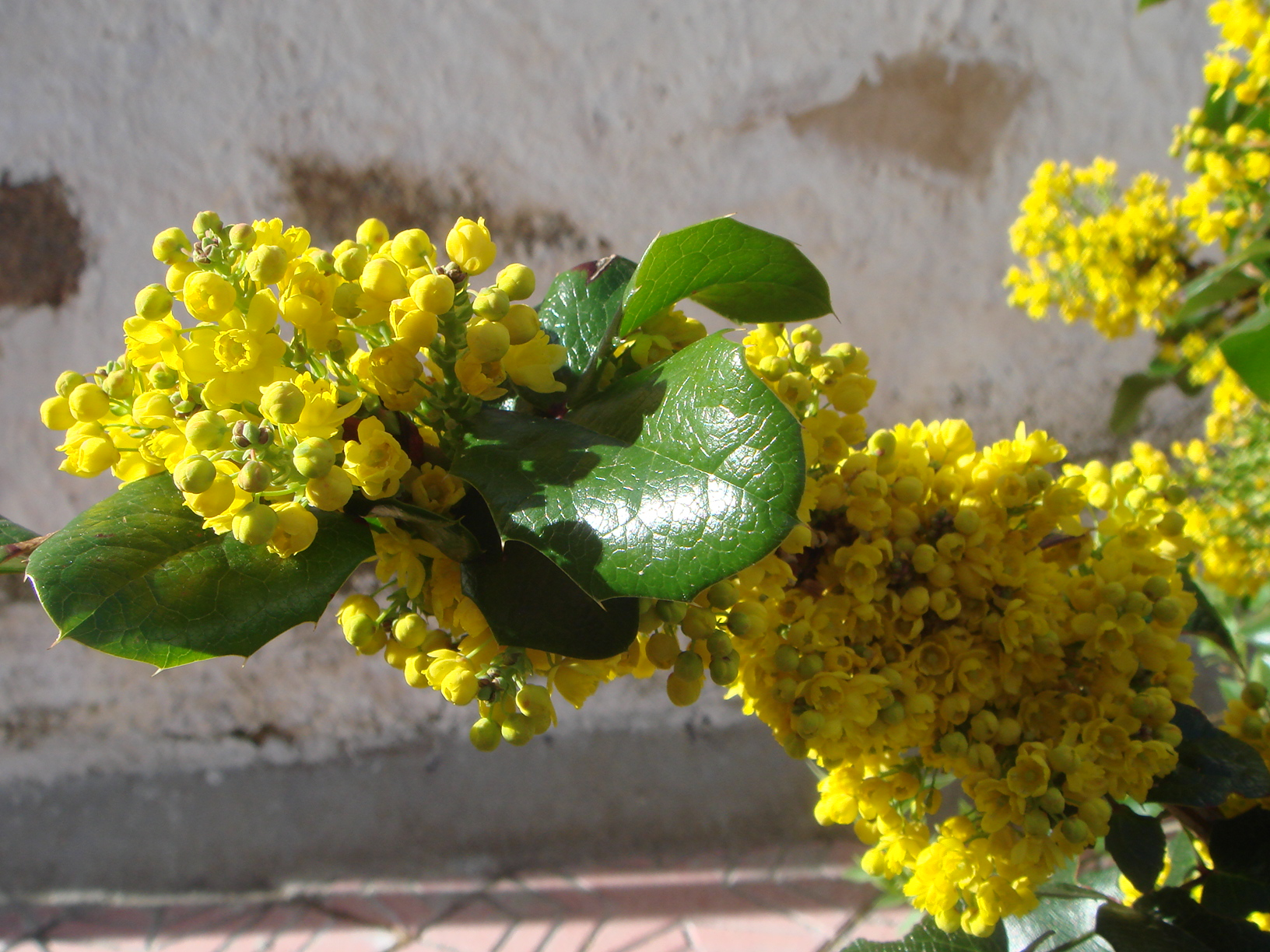
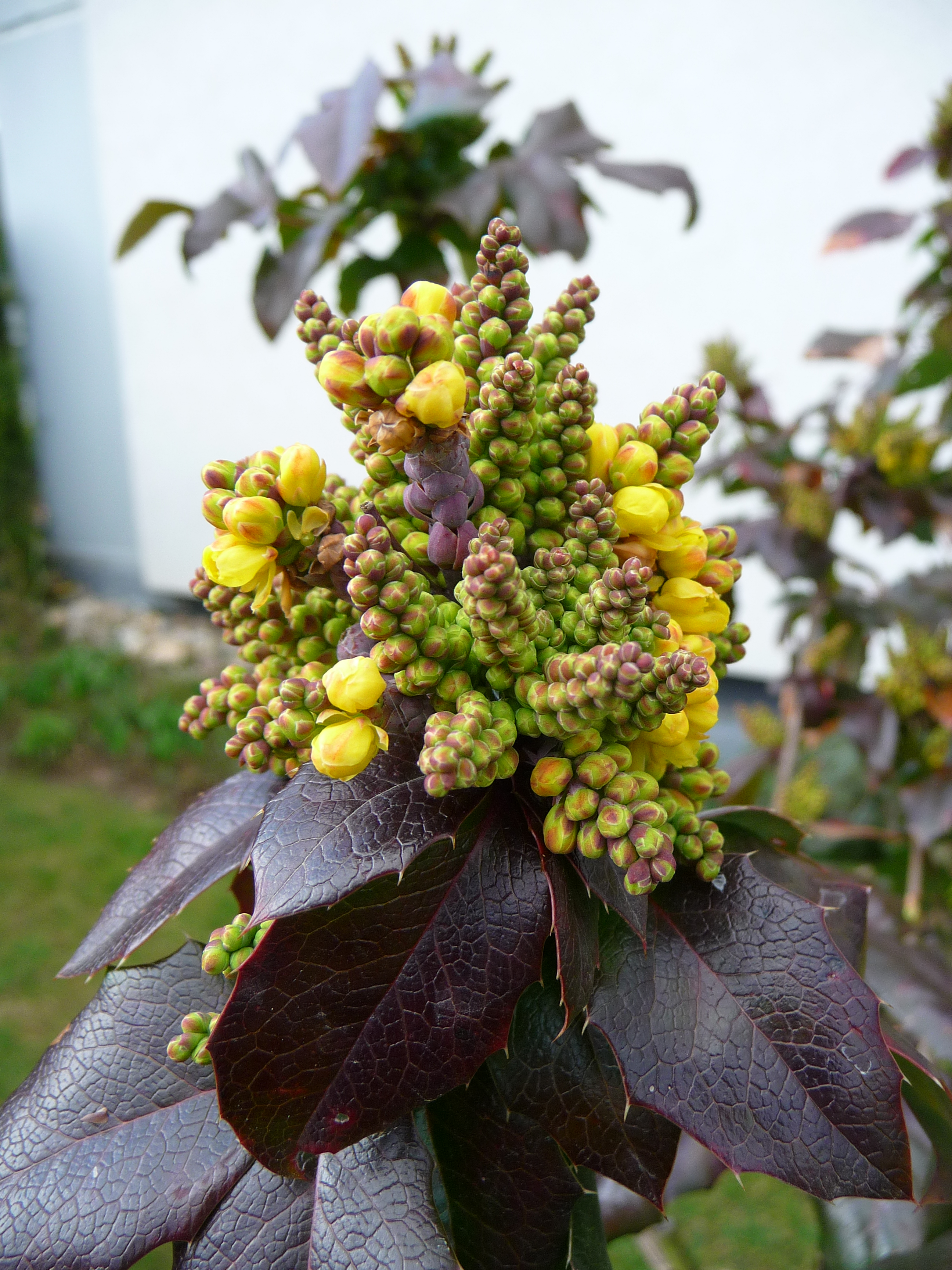
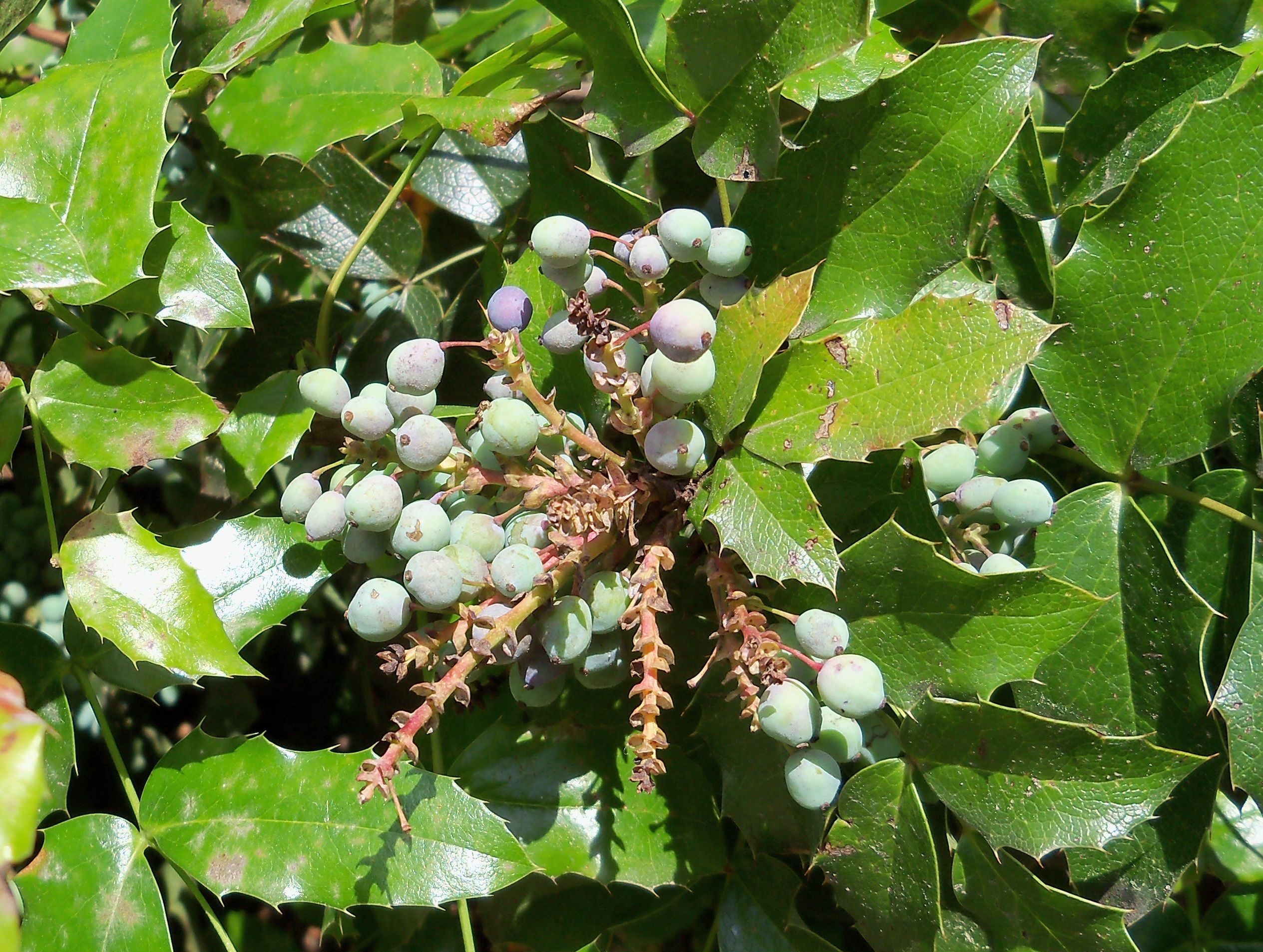
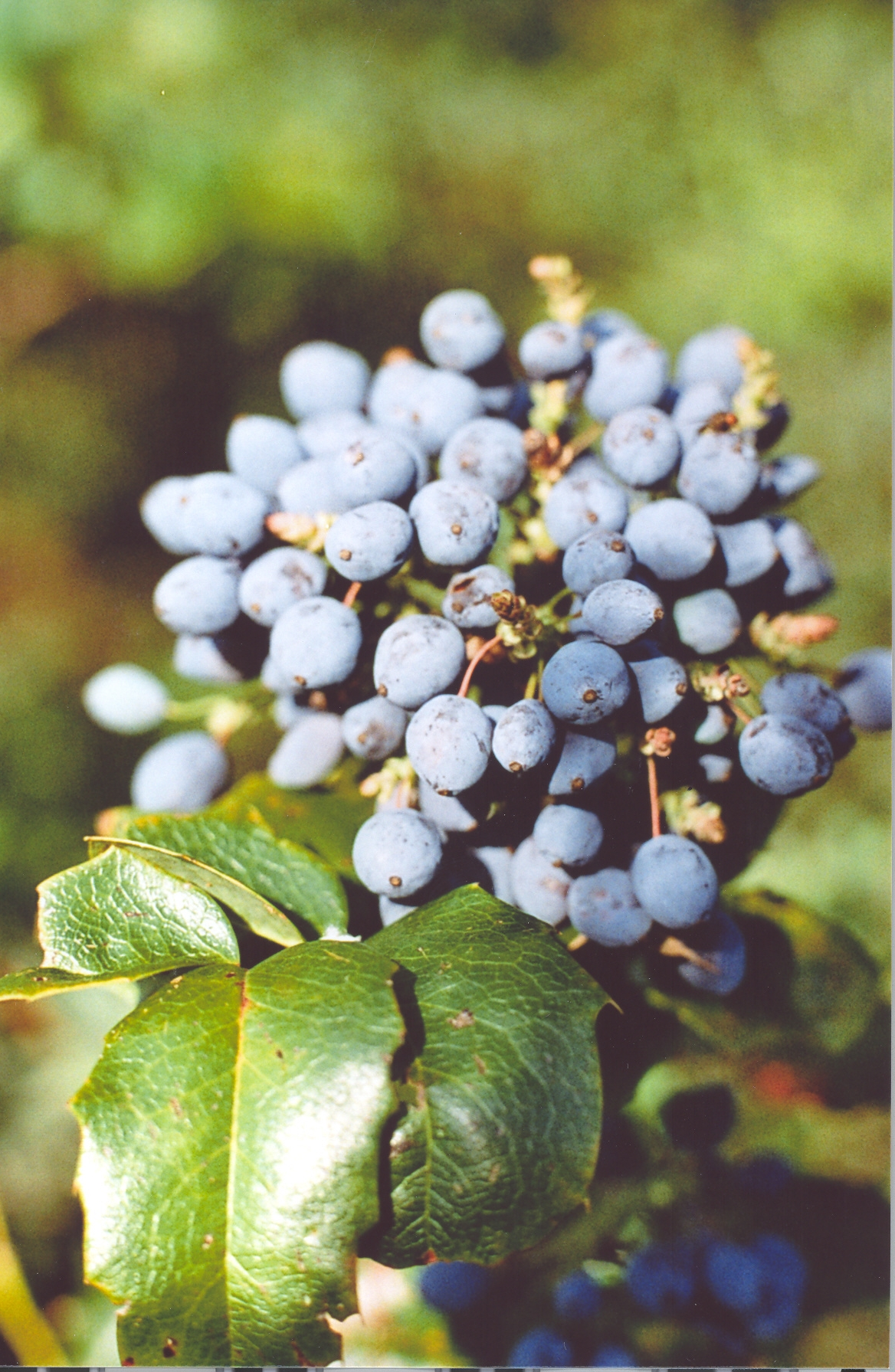
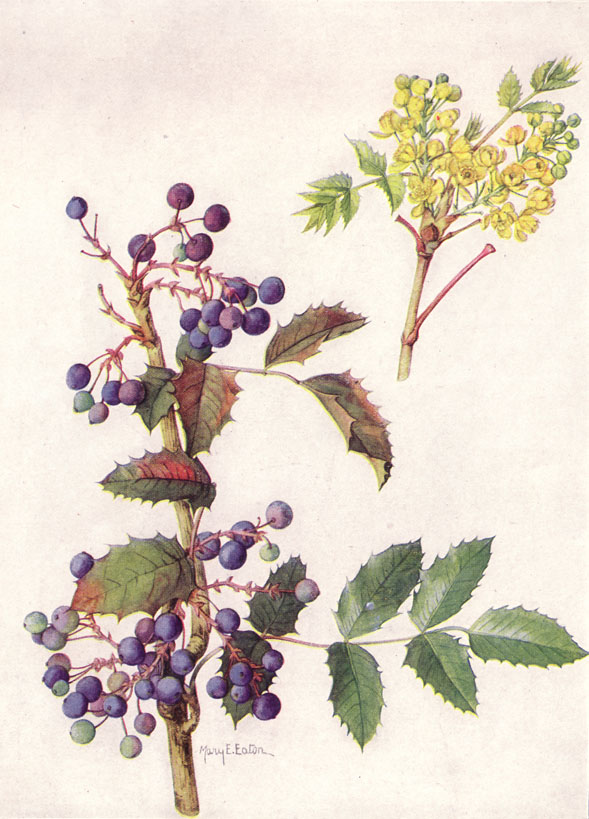